# 金华镇 (新津县)
金华镇，是中华人民共和国四川省成都市新津区曾经下辖的一个镇。2019年12月，撤销普兴镇、金华镇，设立普兴街道。

## 行政区划
金华镇撤销前下辖以下地区：
岳店村、白果村、五星村、宝峰村、红岩村、云峰村、清凉村、回龙村和砖桥村。